# Statue de Pouchkine à Taganrog
La statue de Pouchkine est une statue en plein air installée en 1986 à Taganrog (ville méridionale de Russie), quai Pouchkine. Elle représente le poète Alexandre Pouchkine tenant ses gants à la main droite et accoudé à une colonne. C'est une œuvre du sculpteur Gueorgui Neroda (1895-1983) et de l'architecte Piotr Bondarenko (1941-2013).

## Historique
La statue a été élevée dans le but de rappeler la visite de Pouchkine à Taganrog en 1820. À l'origine, la statue faisait face au quai à une quinzaine de mètres de l'escalier de pierre. Elle a été déplacée en 2002 de 150 mètres vers le yacht club dans le cadre du réaménagement du quai. Un piédestal arrondi a remplacé l'ancien piédestal à angles droits.

## Source de la traduction
- (ru) Cet article est partiellement ou en totalité issu de l’article de Wikipédia en russe intitulé « Памятник Александру Пушкину (Таганрог) » (voir la liste des auteurs).